# Волновахская улица (Киев)
Улица Радищева (укр. вулиця Радищева) — улица в Соломенском (до 2001 г. — Жовтневом) районе Киева, проходит через местность Отрадный. Пролегает между бульваром Вацлава Гавела и улицей Козелецкой.

## История
Улица возникла в первой четверти XX века под названием 2-я Константиновская. Современное название, в честь русского поэта, прозаика и философа Радищева Александра Николаевича, существует с 1955 года. Застройка полностью промышленная и складская.

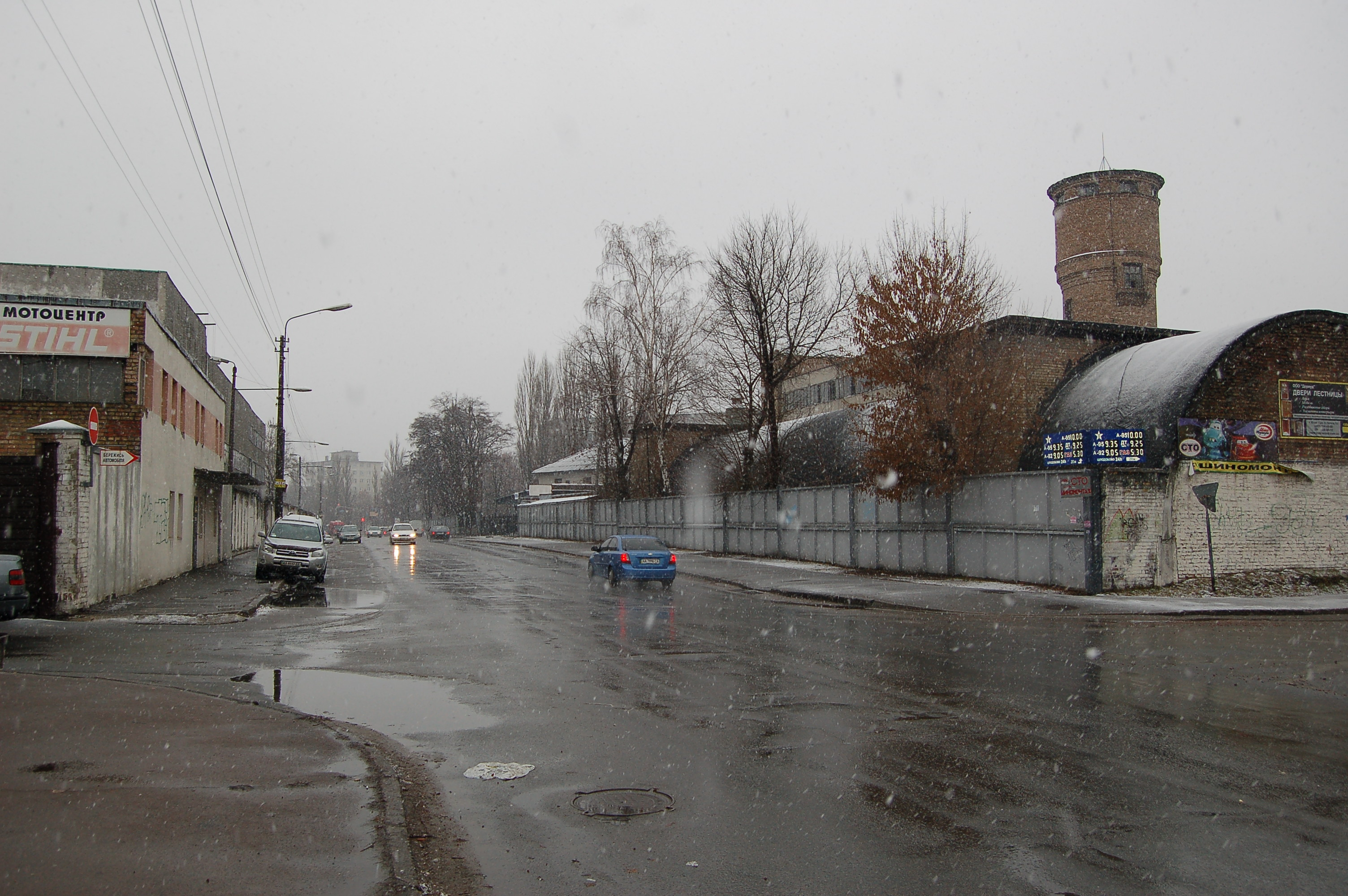
Вид в сторону бульвара Вацлава Гавела